# (1235) Schorria
(1235) Schorria és un asteroide pertanyent al grup dels asteroides que creuen l'òrbita de Mart descobert el 18 d'octubre de 1931 per Karl Wilhelm Reinmuth des de l'observatori de Heidelberg-Königstuhl, Alemanya.
Inicialment va ser designat com 1931 UJ. Posteriorment es va nomenar en honor de l'astrònom alemany Richard Schorr (1867-1951).
Schorria orbita a una distància mitjana del Sol de 1,91 ua, podent acostar-s'hi fins a 1,615 ua i allunyar-se fins a 2,205 ua. Té una inclinació orbital de 25° i una excentricitat de 0,1546. Triga a completar una òrbita al voltant del Sol 964,2 dies.
Schorria forma part del grup asteroidal d'Hungaria.